# Lista sucessória dos patriarcas de Jerusalém

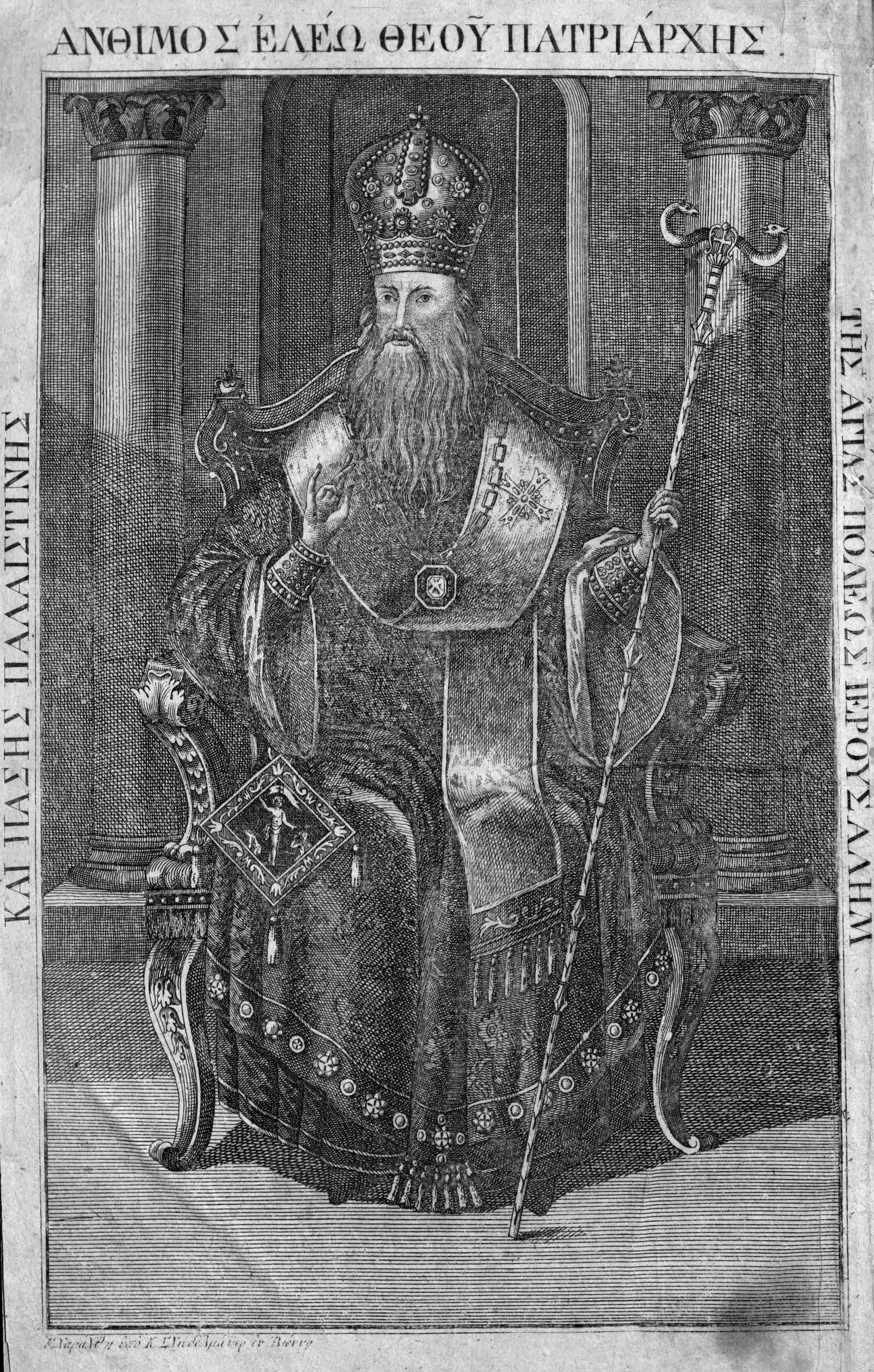
Patriarca Antêmio (1788-1808) - (Frontispício - O Patriarca de Jerusalém - Crisanto de Bursa - 1807)

As primeiras comunidades cristãs de Jerusalém eram lideradas por um Conselho de Anciãos e se considerava parte de uma comunidade maior judaica. Este sistema colegiado de governo em Jerusalém é atestado em Atos 11:30 e em Atos 15:22. Os líderes passaram, numa data posterior, a serem chamados de "bispos".

## Anciãos de Jerusalém
Eusébio de Cesareia provê os nomes de uma linha sucessória contínua de trinta e seis "bispos de Jerusalém", até o ano de 324 d.C.. Os primeiros dezesseis destes bispos eram cristãos de origem judaica - de Tiago, o Justo até Judas (†135) - e o restante eram gentios:
| “ | Mas uma vez que os bispos da circuncisão terminaram nesta época [após a Revolta de Barcoquebas ], é apropriado dar aqui uma lista de seus nomes desde o princípio. O primeiro, então, foi Tiago, o chamado irmão do Senhor; o segundo, Simeão; o terceiro, Justo; o quarto, Zaqueu; o quinto, Tobias; o sexto, Benjamim; o sétimo, João; o oitavo, Matias; o nono, Filipe; o décimo, Senecas; o décimo-primeiro, Justo; o décimo-segundo, Levi; o décimo-terceiro, Efram; o décimo-quarto, José; e, finalmente, o décimo-quinto, Judas. Estes foram os bispos de Jerusalém que viveram na era dos apóstolos e no tempo já citado, todos eles pertencendo à circuncisão. | ” |
|   | — História Eclesiástica IV.5, Eusébio de Cesareia. |   |

1. Tiago, o Justo (até 62 d.C.)
2. Simeão I (62-107)
3. Justus de Jerusalém (107-113)
4. Zaqueu (113-???)
5. Tobias (???-???)
6. Benjamim I (???-117)
7. João I (117-???)
8. Matias I (???-120)
9. Filipe (???-124)
10. Senecas (???-???)
11. Justo II (???-???)
12. Levi (???-???)
13. Efram (???-???)
14. José I (???-???)
15. Judas (???-135)

## Bispos de Élia Capitolina
Como resultado da Revolta de Barcoquebas em 135, o imperador romano Adriano estava determinado a eliminar o judaísmo da província da Judeia. Ela foi renomeada como Síria Palestina e Jerusalém foi deixada em completa ruína, com uma nova cidade sendo construída nas redondezas, chamada Élia Capitolina. Os bispos gentios (os judeus estavam proibidos pisar na cidade, exceto no dia de Tisha B'Av), foram apontados sob a autoridade do bispo metropolitano de Cesareia.
16. Marcos (135 - ???)

17. Cassiano (???-???)

18. Póplio (???-???)

19. Máximo I (???-???)

20. Juliano I (???-???)

21. Caio I (???-???)

22. Símaco (??? - ???)

23. Caio II (???-???) ou (???-162)

24. Juliano II (???-???) ou (162-???)

25. Capião (???-???)

26. Máximo II (???-???)

27. Antonino (???-???)

28. Valente (???-???)

29. Doliquiano (???-185)

30. Narciso (185-211) ou (185-213)

31. Dio (211-???) ou (???-???)

32. Germânio  (???-???)

33. Górdio  (???-211) ou (???-213)

34. Alexandre (213-251) ou (211-249)

35. Mazabanis (251-266) ou (251-260) ou (249-260)

36. Imeneu (266-298) ou (260-298) ou (260-276)

37. Zamudas (298-300) ou (276-283)

38. Ermon (300-314) ou (283-314)

39. Macário I (314-333). A partir de 325 d.C., bispo de Jerusalém.

## Bispos de Jerusalém
Jerusalém recebeu um reconhecimento especial no cânon 7 do Primeiro Concílio de Niceia, em 325 d.C., sem ainda conseguir se tornar uma sé metropolitana. Além disso, o concílio, pela primeira vez, estabeleceu os patriarcados e determinou que os bispos de Jerusalém fossem apontados pelo patriarca de Antioquia.
39. Macário I (314-333)

40. Máximo III (333-348)

41. Cirilo I (350-386)

Eutíquio (357-359) - ariano
Irineu (360-361) - ariano
Hilário (367-378) - ariano
42. João II (386-417)

43. Práulio (417-422)

44. Juvenal (422-458), patriarca a partir de 451 d.C.

## Patriarcas de Jerusalém
O Concílio de Calcedônia, em 451 d.C., elevou o bispo de Jerusalém ao status de patriarca. Porém, a política bizantina determinava agora que Jerusalém saísse da jurisdição do patriarca de Antioquia e passasse para as mãos das autoridades gregas em Constantinopla. Por séculos, o clero ortodoxo, como a Irmandade do Santo Sepulcro, dominou a Igreja de Jerusalém.
44. Juvenal (422-458)

45. Anastácio I (458-478)

46. Martírio (478-486)

47. Salustiano  (486-494)

48. Elias I (494-513)

49. João III (513-524)

50. Pedro (524-544)

51. Macário  II (544-552)

52. Eustóquio (552-564)

Macário  II (564-575)

53. João IV (575-594)

54. Amós (594-601)

55. Isaque (601-609)

56. Zacarias (609-632)

57. Modesto (632-634)

58. Sofrônio I (634-638)

vago (638-691)

59. Anastácio II (691-706)

60. João V (706-735)

61. João VI (735-760) ou (838-842)

62. Teodoro (760-782) ou (745-770)

Eusébio de Jerusalém (782-782)
63. Elias II (782-800) ou (770-797)

64. Jorge (800-807) ou (797-807)

65. Tomé I (807-821)

66. Basílio (821-842) ou (820-838)

67. Sérgio I (842-859) ou (842-855)

68. Salomão (859-864) ou (855-860)

vago (860-864)

69. Teodósio (864-879) ou (860-878)

70. Elias III (879-907)

71. Sérgio II (908-911)

72. Leôncio I (911-929)

73. Atanásio I (929-937)

74. Nicolau (937-937)

75. Cristódulo (937-950)

76. Agatão (950-964)

77. João VII (964-966)

78. Cristódulo II (966-969)

79. Tomé II (969-978)

vago (978-981)

80. José II (981-985) ou (978-983)

Agápio (983-984)
81. Orestes (986-1006) ou (984-1005)

vago (1006–1012)

82. Teófilo I (1012–1020)

83. Nicéforo I (1020-1048) ou (1020-1036)

84. Joanicío (1048-1059) ou (1036-1058)

Menas (1058-1058)
85. Sofrônio II (1059-1070)

86. Marcos I (II) (1070-1084)

87. Eutímio I (1084-1092) ou (1096-1099)

88. Simeão II (1092–1096) ou (1084-1096)

## Patriarcado de Jerusalém no exílio
Como resultado da Primeira Cruzada, em 1099, um Patriarcado Latino foi criado, com sede em Jerusalém entre 1099 e 1187. Os patriarcas ortodoxos continuaram a ser apontados, mas moravam em Constantinopla.
- Savas (1106–1156)
- João VIII (1106–1156)
- João IX (1156–1166)
- Nicéforo II (1166–1170)
- Leôncio II (1170–1190)

## Retorno do Patriarcado a Jerusalém
Em 1187, o Patriarcado Latino foi forçado a fugir da região. O cargo de patriarca latino de Jerusalém continuou a existir e as nomeações continuaram a ser feitas pela Igreja Católica, com o patriarca a residir em Roma até aos tempos modernos. Enquanto isso, o patriarca grego ortodoxo retornou a Jerusalém.
- Dositeu I (1190–1191)
- Marcos II (III) (1191-???)
  - vago (???-1223)
- Eutémio II (1223)
- Atanásio II (1224–1236)
- Sofrônio III (1236-???)
- Gregório I (???-1298)
- Tadeu (1298)
  - vago (1298–1313)
- Atanásio III (1313–1314)
  - vago (1314–1322)
- Gregório II (1322)
  - vago (1322–1334)
- Lázaro (1334–1368)
- Guilherme IV (1369-1371)
- Guilherme V (1371-1374)
- Doroteu I (1376–1417)
- Teófilo II (1417–1424)
- Teófanes I (1424–1431)
- Joaquim (1431-???)
  - vago (???-1450)
- Teófanes II (1450)
  - vago (1450–1452)
- Atanásio IV (1452-???)
  - vago (???-1460)
- Jacob II (1460)
  - vago (1460–1468)
- Abraão I (1468)
- Gregório III (1468–1493)
  - vago (1493–1503)
- Marcos III (IV) (1503)
  - vago (1503–1505)
- Doroteu II (1505–1537)
- Germano (1537–1579)
- Sofrônio IV (1579–1608)
- Teófanes III (1608–1644)
- Paiseu (1645–1660)
- Nectário I (1660–1669)
- Dositeu II (1669–1707)
- Crisântio (1707–1731)
- Melécio (1731–1737)
- Parténio (1737–1766)
- Efraim II (1766–1771)
- Sofrônio V (1771–1775)
- Abraão II (1775–1787)
- Procópio I (1787–1788)
- Antêmio (1788–1808)
- Policarpo (1808–1827)
- Atanásio V (1827–1845)
- Cirilo II (1845–1872)
- Procópio II (1872–1875)
- Jeroteu (1875–1882)
- Nicodemos I (1883–1890)
- Gerásimo I (1891–1897)
- Damião I (1897–1931)
- Timóteo I (1935–1955)
  - vago (1955–1957)
- Bento I (1957–1980)
- Deodoro I (1981–2000)
- Irineu I (2001–2005)
- Teófilo III (2005–atual)